# Бочо Попов
Бочо Пенчев Попов е първият кмет на Троян след Освобождението (1878 – 1879).

## Биография
Роден е през 1814 г. Получава килийно образование. Търси помощ от Временното руско управление за уличната регулация в града, но съпротивата на жителите му осуетяват идеята на Бочо Попов. През 1879 г. се възстановява църквата „Св. Параскева“ в Троян. Умира на 5 септември 1889 г.